# Jadwiga Śląska
Jadwiga Śląska, niem. Hedwig von Andechs, Hedwig von Schlesien (ur. między 1178 a 1180   w Andechs, zm. 14/15 października   1243 w Trzebnicy) – święta Kościoła katolickiego, żona Henryka I Brodatego, księcia wrocławskiego, matka Henryka II Pobożnego, córka hrabiego Bertolda VI von Andechs, księcia Meranii, fundatorka kościołów i klasztorów.

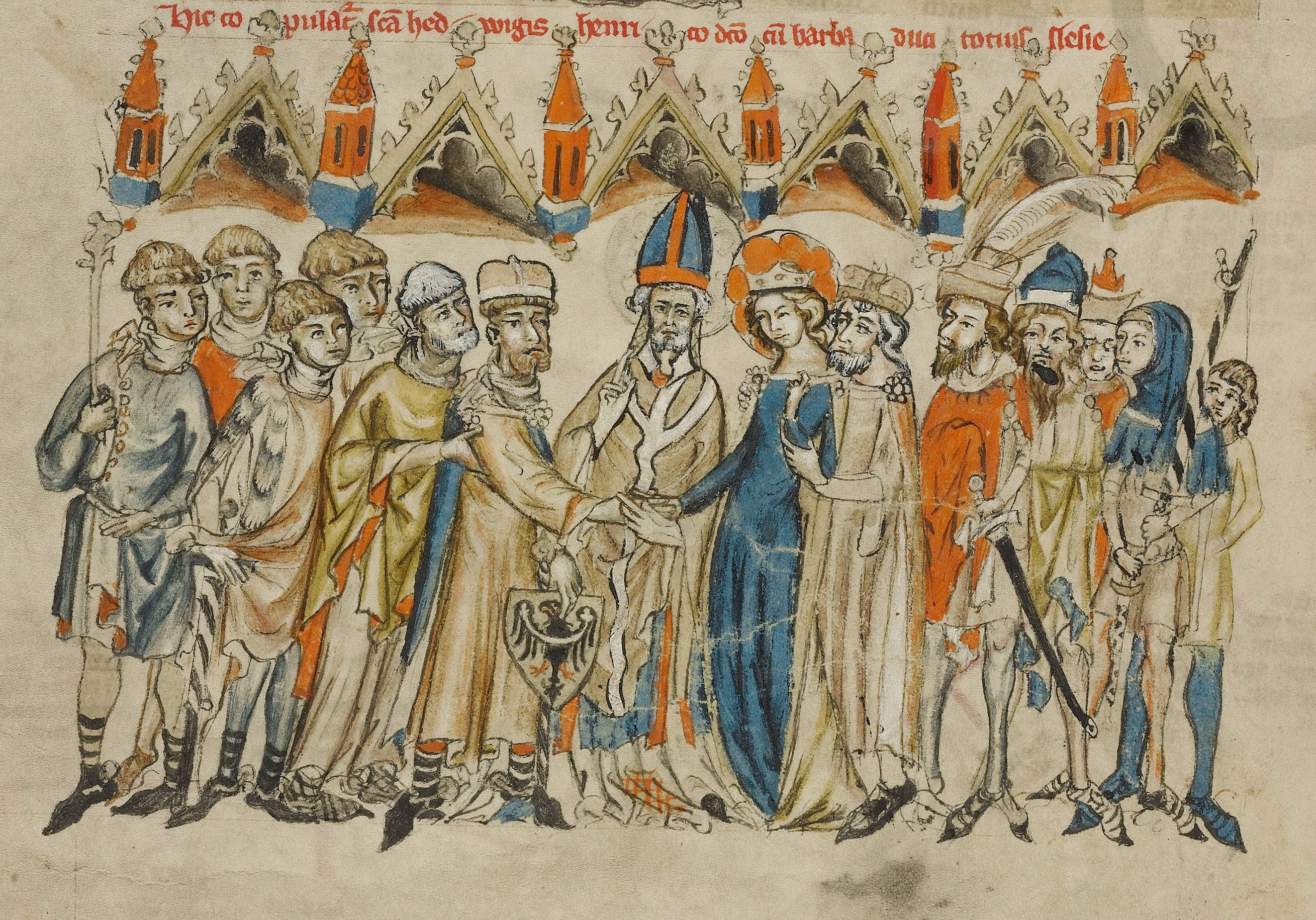
Ślub Henryka I Brodatego z Jadwigą z Andechs, obraz z XIV wieku

## Życiorys

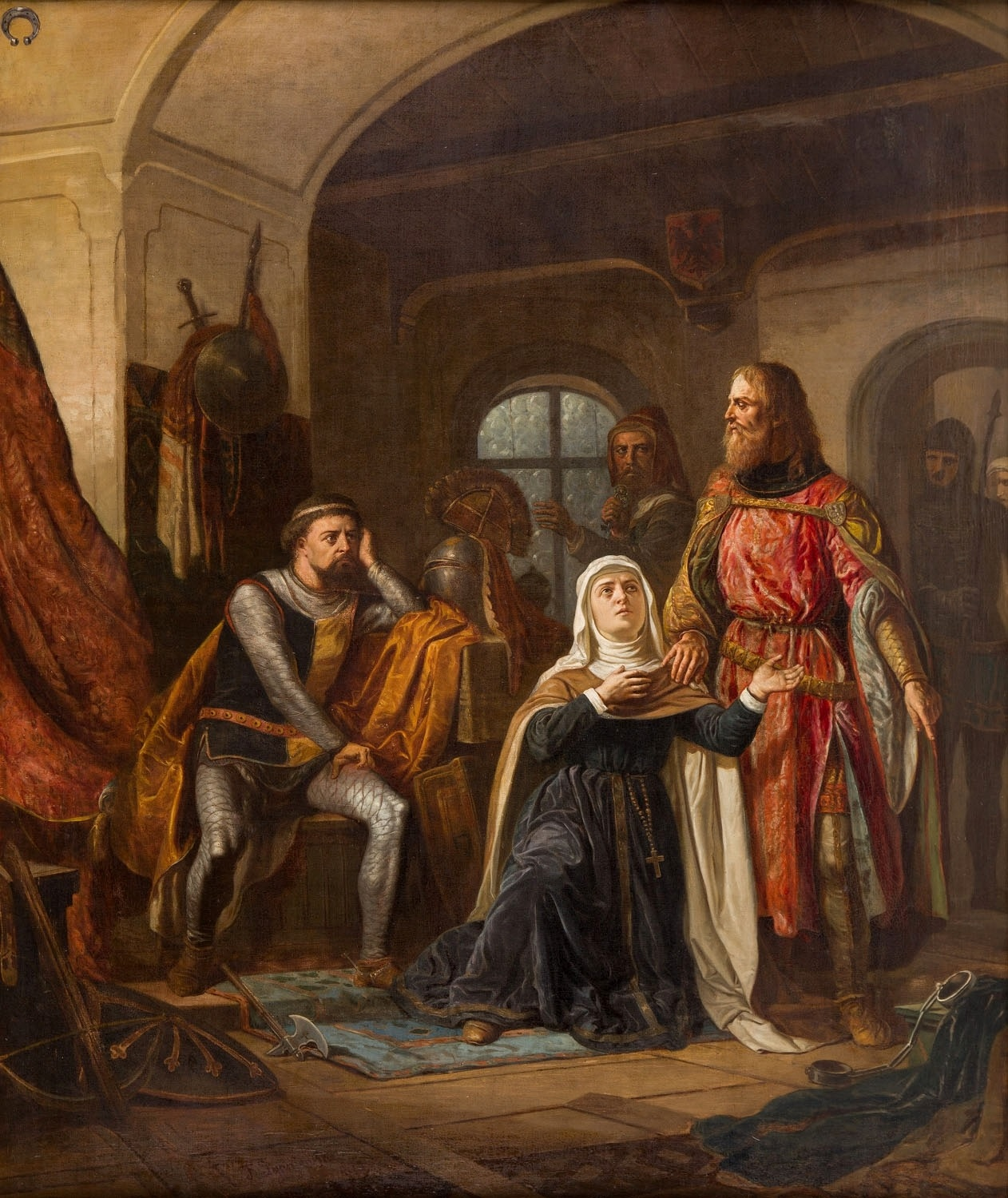
Święta Jadwiga doprowadza do zgody między Henrykiem Brodatym a Konradem Mazowieckim

Urodziła się i wychowała w zamku Andechs w Bawarii, jako córka Bertolda VI von Andechs i Agnieszki von Rochlitz z rodu Wettynów. Miała czterech braci, w tym Eckberta, biskupa Bambergu  oraz trzy siostry, w tym Agnieszkę (żonę Filipa II Augusta) i Gertrudę (żonę króla węgierskiego Andrzeja II i matkę św. Elżbiety Węgierskiej). Trzecia z jej sióstr była przełożoną klasztoru benedyktynek w Kitzingen koło Würzburga, dokąd Jadwiga została wysłana w młodym wieku, gdzie zdobyła wykształcenie .
W wieku 12 lat została wydana za mąż za śląskiego księcia Henryka I Brodatego. Uroczystość ślubna odbyła się najprawdopodobniej w rodzinnym zamku Andechs . W 1202 roku Henryk został księciem całego Śląska, a w 1233 został księciem Wielkopolski. W 1229 roku Henryk w wyniku wojny z Mazowszem o ziemię krakowską dostał się do niewoli. Z pomocą przybyła mu Jadwiga. W wyniku rozmów z Konradem Mazowieckim Henrykowi zwrócono wolność w zamian za zrzeczenie się roszczeń do Małopolski . Jadwiga urodziła siedmioro dzieci: Bolesława, Konrada, Henryka, Agnieszkę, Zofię, Gertrudę i Władysława.
Oboje z Henrykiem I byli ludźmi bardzo religijnymi, w 1209 roku złożyli śluby czystości, dbali o rozwój Kościoła i byli fundatorami wielu kościołów, w tym klasztoru sióstr cysterek w Trzebnicy. Jadwiga chodziła w habicie mniszki, z premedytacją spała na twardym łożu, podczas mrozów chodziła boso, a każdy dzień wypełniała wielogodzinnymi modlitwami. Gdy zwrócono jej uwagę, aby przynajmniej zimą nosiła buty, posłuchała i od tego czasu związane buty nosiła przewieszone przez ramię. Nie miała też umiaru w uczestniczeniu we mszach. W związku z tym powstało nawet łacińskie powiedzenie dotyczące jej pobożności - ”una missa non est contenta ducissa” (jedna msza nie zadowoli księżnej). Z powodu silnej wiary planowała przeznaczyć trzy swoje wnuczki na zakonnice i dwóch wnuków na księży, ostatecznie tylko jedna wnuczka i dwóch wnuków (Władysław wrocławski, Konrad I głogowski) spełniło jej oczekiwania.
Prowadziła też działalność dobroczynną, starała się o pomoc chorym i ubogim – zorganizowała działalność wędrownego szpitala dla ubogich, otworzyła szpital dla trędowatych w Środzie Śląskiej, kolejną placówkę leczniczą założyła w Trzebnicy.
Po śmierci męża w 1238 zamieszkała w trzebnickim klasztorze, prowadzonym przez jej córkę Gertrudę. Wkrótce zaangażowała się w ożywienie życia religijnego Śląska, sprowadzając do tamtejszych kościołów duchownych z Niemiec. Wspierała też sprowadzanie niemieckich osadników na słabo wówczas zaludnione rejony zachodniej części Śląska, wspierając tym samym rozwój rolnictwa.
W czasie najazdu tatarskiego w 1241 r. Jadwiga Śląska schroniła się na zamku w Krośnie Odrzańskim, dokąd najeźdźcy już nie dotarli. Od wielu lat w tym właśnie mieście w województwie lubuskim, organizowany jest turniej rycerski „O Pierścień Księżnej Jadwigi” (zwykle we wrześniu), a także wydarzenie muzyczne pod nazwą Festiwal Jadwigensis (zwykle w październiku).
Jadwiga zmarła 14 lub 15 października 1243 roku w Trzebnicy w opinii świętości i została pochowana w kościele w Trzebnicy.
W marcu 2020, w czasie renowacji 340-letniego sarkofagu świętej, w jego wnętrzu odkryto mały relikwiarz z jej szczątkami.

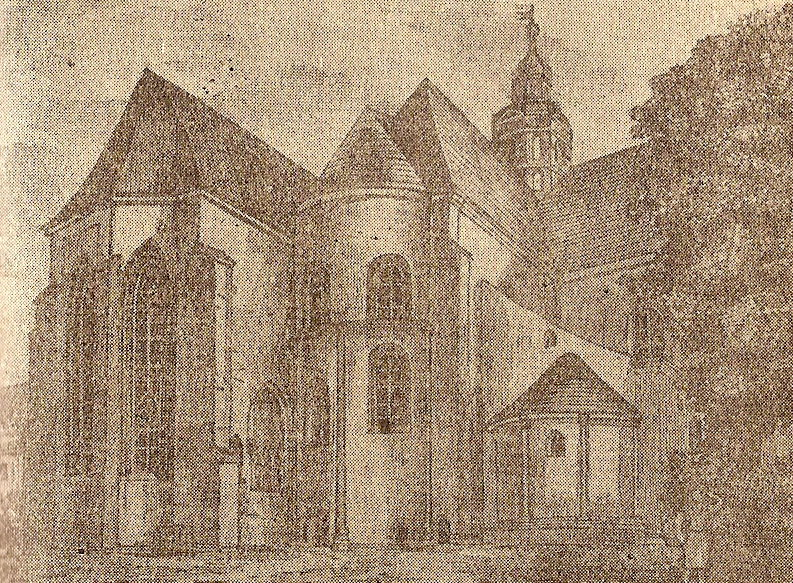
Najstarsza część kościoła w Trzebnicy z przybudowaną kaplicą dla pomieszczenia grobu św. Jadwigi

## Święta Jadwiga

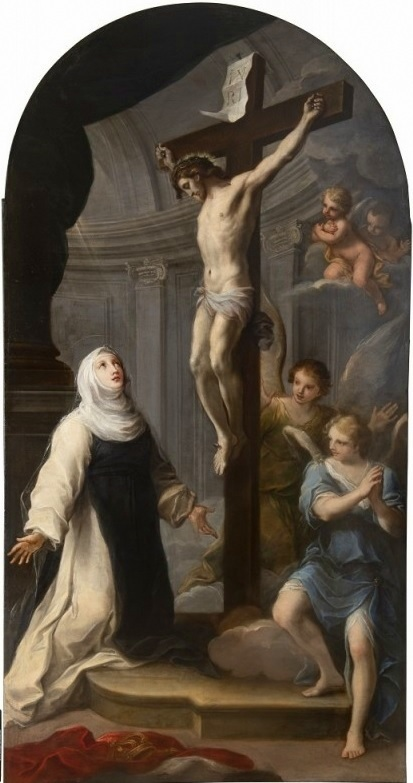
Święta Jadwiga Śląska pod krzyżem na obrazie Szymona Czechowicza

Kult Jadwigi rozpoczął się zaraz po jej śmierci. Po odwiedzinach klasztoru w Trzebnicy w 1260 roku legata papieskiego Anzelma rozpoczął się proces kanonizacyjny, popierany przez papieża Urbana IV, który poznał Jadwigę jeszcze jako legat w Polsce . 26 marca 1267 roku papież Klemens IV w kościele dominikanów w Viterbo dokonał kanonizacji Jadwigi, którą zaczęto czcić jako patronkę Polski i całego Śląska.
Kult świętej propagował przez cały okres panowania książę Ludwik I, za którego panowania wykonano tzw. „Kodeks lubiński” z ilustrowaną legendą o św. Jadwidze Śląskiej.
Grób świętej Jadwigi odwiedzali monarchowie i ich żony: Władysław Łokietek, król węgierski Maciej Korwin (1469), żona późniejszego króla Stanisława Leszczyńskiego Katarzyna Opalińska (1703).
Propagatorem kultu świętej na Górnym Śląsku był dominikanin Peregryn z Opola, który jest autorem zbioru kazań jej poświęconych. W 1680, na prośbę Jana III Sobieskiego i jego żony papież Innocenty XI rozszerzył kult Jadwigi Śląskiej na cały Kościół katolicki. Po tym wydarzeniu zaczęto czcić świętą na innych ziemiach polskich.
W roku 1746 król Prus Fryderyk II Wielki ufundował katedrę berlińską św. Jadwigi. Z okazji jej poświęcenia w 1773 roku kapituła kolegiaty Św. Krzyża we Wrocławiu jako dar przekazała XVI-wieczny relikwiarz św. Jadwigi, przechowywany do dziś w katedralnym skarbcu . W 1929 roku arcybiskup wrocławski kard. Adolf Bertram podarował klasztorowi w Andechs jako relikwię drzazgę z głowy świętej Jadwigi . Poza Polską i Niemcami, kult świętej istnieje również w Austrii, Czechach oraz na Węgrzech.

### Patronat
Św. Jadwiga uznawana jest za patronkę Polski i całego historycznego Śląska, a także małżeństw i chrześcijańskich rodzin. W XX wieku czczona jako patronka pojednania polsko-niemieckiego. Województwo dolnośląskie ogłosiło ją swoją patronką, a jej wspomnienie liturgiczne (16 października) od 2010 roku jest obchodzone jako Święto Województwa Dolnośląskiego. W Polsce patronuje min. Krosnu Odrzańskiemu, Trzebnicy i Dębicy.

### Legenda
Według podań Jadwiga była osobą posiadającą cechę wielkiej skromności, a jednocześnie bardzo zaangażowaną w swoje działanie. Cechy te ilustruje legenda, według której Jadwiga, aby nie odróżniać się od reszty swego ludu oraz w imię pokory i skromności, chodziła boso. Irytowało to bardzo jej męża, wymógł więc na spowiedniku, aby ten nakazał jej noszenie butów. Duchowny podarował swej penitentce parę butów i poprosił, aby zawsze je nosiła. Księżna, będąc posłuszną swojemu spowiednikowi, podarowane buty nosiła ze sobą, ale przywieszone na sznurku.

### Atrybuty
Święta Jadwiga przedstawiana jest boso w habicie cysterskim lub płaszczu książęcym, z mitrą książęcą na głowie. W ręku trzyma buty, makietę kościoła lub klasztoru .

## Fundacje świętej
Tradycja przypisuje księżnej Jadwidze 20 fundacji kościelnych. Ich budową zajmowali się sprowadzeni z Nadrenii budowniczowie i rzeźbiarze. Źródła wymieniają m.in :
- klasztor cysterek w Trzebnicy (1209),
- szpital św. Ducha we Wrocławiu (1214),
- klasztor Augustianów w Nowogrodzie Bobrzańskim (1217),
- szpital dla trędowatych w Środzie Śląskiej (1230),
- kilkanaście kościołów parafialnych.

## Genealogia
Jadwiga urodziła siedmioro dzieci: Bolesława, Konrada, Henryka, Agnieszkę, Zofię, Gertrudę i nieznanego z imienia syna (według niektórych źródeł Władysława) .
| 4. Bertold II (V) Merański zm. 14 grudnia 1188        |  |                                                   |  |  |                                               |
|                                                       |  | 2. Bertold III (VI) Merański zm. 12 sierpnia 1204 |  |  |                                               |
| 5. Jadwiga Bawarska zm. 16 lipca 1176                 |  |                                                   |  |  |                                               |
|                                                       |  |                                                   |  |  | 1. Jadwiga z Andechs zm. 14 października 1243 |
| 6. Dedo V (III), margrabia Łużyc zm. 16 sierpnia 1190 |  |                                                   |  |  |                                               |
|                                                       |  | 3. Agnieszka Miśnieńska zm. 25 marca 1195         |  |  |                                               |
| 7. Matylda z Heinsbergu zm. 20 stycznia 1189          |  |                                                   |  |  |                                               |
|                                                       |  |                                                   |  |  |                                               |

## Upamiętnienie
W 2017 Sejmik Województwa Dolnośląskiego nadał jej tytuł Honorowego Obywatela Dolnego Śląska Civi Honorario.